# Synaxidae
As lagostas peludas ou Synaxidae são uma família de lagostas com o corpo coberto de pelos. Diferem das lagostas comuns (Palinuridae) por não possuirem cornos sobre os olhos, nem espinhos na carapaça.
Um estudo filogenético recente sugere que a família Synaxidae deve ser considerada um sinónimo de Palinuridae.